# Romescamps
Romescamps és un municipi francès, situat al departament de l'Oise i a la regió dels Alts de França. L'any 2007 tenia 525 habitants.

## Demografia

### Població
El 2007 la població de fet de Romescamps era de 525 persones. Hi havia 191 famílies de les quals 44 eren unipersonals (28 homes vivint sols i 16 dones vivint soles), 48 parelles sense fills, 83 parelles amb fills i 16 famílies monoparentals amb fills.
La població ha evolucionat segons el següent gràfic:
Habitants censats

### Habitatges
El 2007 hi havia 233 habitatges, 196 eren l'habitatge principal de la família, 19 eren segones residències i 19 estaven desocupats. 214 eren cases i 16 eren apartaments. Dels 196 habitatges principals, 144 estaven ocupats pels seus propietaris, 50 estaven llogats i ocupats pels llogaters i 3 estaven cedits a títol gratuït; 2 tenien una cambra, 11 en tenien dues, 34 en tenien tres, 61 en tenien quatre i 88 en tenien cinc o més. 163 habitatges disposaven pel capbaix d'una plaça de pàrquing. A 99 habitatges hi havia un automòbil i a 75 n'hi havia dos o més.

### Piràmide de població
La piràmide de població per edats i sexe el 2009 era:
| Homes | Edats   | Dones |
| ----- | ------- | ----- |
| 0     | 95 o +  | 0     |
| 0     | 90 a 94 | 0     |
| 4     | 85 a 89 | 12    |
| 8     | 80 a 84 | 4     |
| 4     | 75 a 79 | 12    |
| 4     | 70 a 74 | 8     |
| 4     | 65 a 69 | 8     |
| 20    | 60 a 64 | 16    |
| 4     | 55 a 59 | 8     |
| 12    | 50 a 54 | 20    |
| 12    | 45 a 49 | 8     |
| 8     | 40 a 44 | 16    |
| 20    | 35 a 39 | 16    |
| 36    | 30 a 34 | 24    |
| 8     | 25 a 29 | 8     |
| 12    | 20 a 24 | 16    |
| 12    | 15 a 19 | 20    |
| 16    | 10 a 14 | 24    |
| 12    | 5 a 9   | 12    |
| 12    | 0 a 4   | 24    |

## Economia
El 2007 la població en edat de treballar era de 326 persones, 215 eren actives i 111 eren inactives. De les 215 persones actives 195 estaven ocupades (113 homes i 82 dones) i 20 estaven aturades (9 homes i 11 dones). De les 111 persones inactives 36 estaven jubilades, 25 estaven estudiant i 50 estaven classificades com a «altres inactius».

### Ingressos
El 2009 a Romescamps hi havia 204 unitats fiscals que integraven 520,5 persones, la mediana anual d'ingressos fiscals per persona era de 15.136 €.

### Activitats econòmiques
Dels 10 establiments que hi havia el 2007, 5 eren d'empreses de construcció, 2 d'empreses de comerç i reparació d'automòbils, 1 d'una empresa de transport, 1 d'una entitat de l'administració pública i 1 d'una empresa classificada com a «altres activitats de serveis».
Dels 5 establiments de servei als particulars que hi havia el 2009, 1 era un guixaire pintor, 1 fusteria, 2 lampisteries i 1 perruqueria.
L'únic establiment comercial que hi havia el 2009 era una botiga de mobles.
L'any 2000 a Romescamps hi havia 6 explotacions agrícoles.

## Equipaments sanitaris i escolars
El 2009 hi havia una escola elemental integrada dins d'un grup escolar amb les comunes properes formant una escola dispersa.

## Poblacions més properes
El següent diagrama mostra les poblacions més properes.